# Fibre optique noire

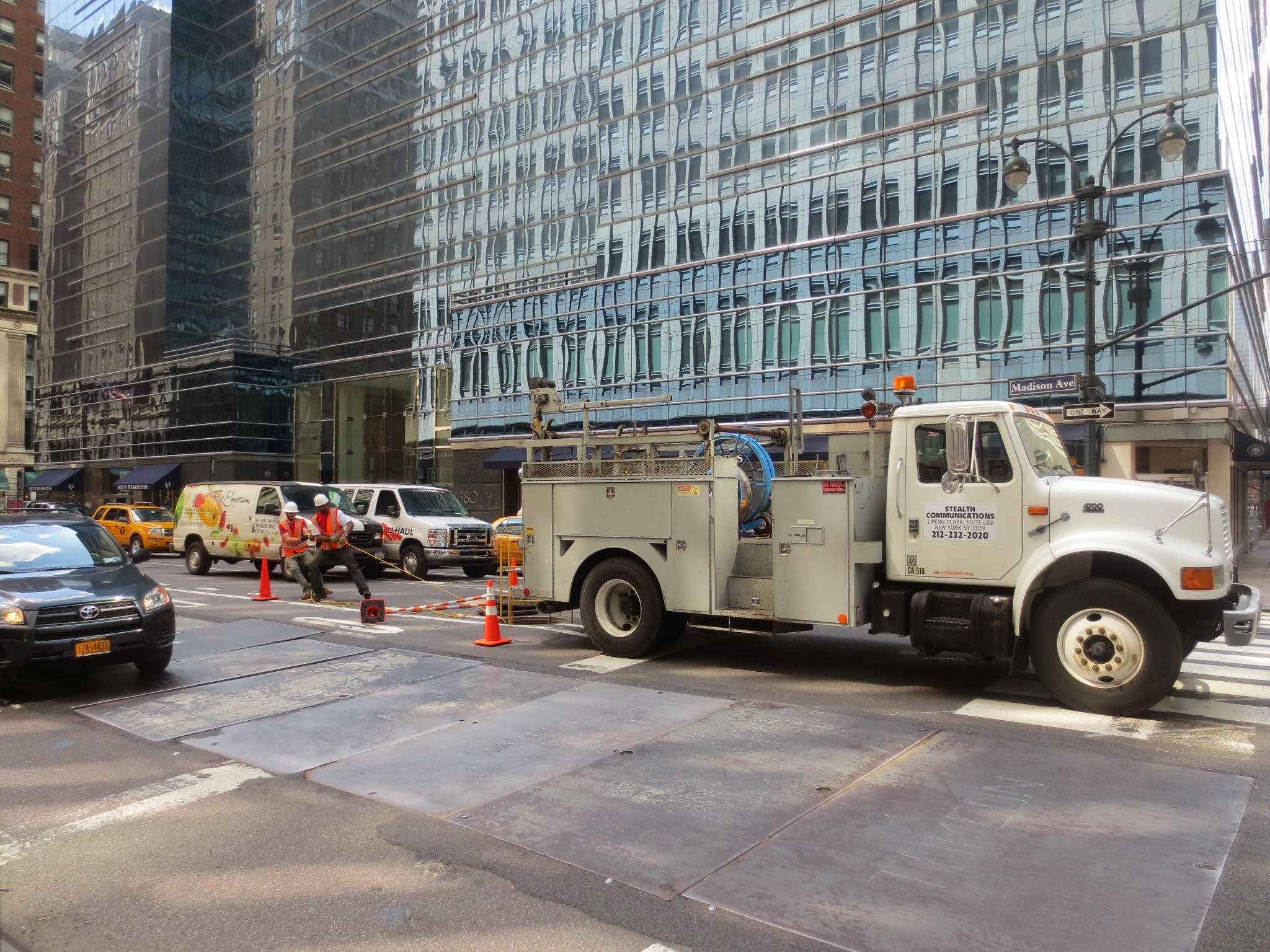
Équipe d'installation de fibre optique

La fibre optique noire, ou fibre morte, est une fibre optique brute installée mais qui n'est pas encore activée. Elle est appelée ainsi parce qu’elle n'est pas encore alimentée par une source lumineuse.
On appelle également fibre noire, ou fibre nue, une fibre louée à l'état brut à un client, c'est-à-dire que le client dispose des équipements actifs aux extrémités de la fibre et qu'aucun équipement actif de l'opérateur n'est utilisé pour la transmission.

## Fibre noire ou morte
On retrouve beaucoup de fibre optique noire dans les multiples liaisons existantes. Ces liaisons sont composées de câbles optiques contenant généralement 48, 72 ou 144 fibres optiques monomodes. Les artères principales des opérateurs peuvent abriter des câbles comportant jusqu'à 864 fibres.
En France, ces fibres optiques noires sont parfois installées par des collectivités territoriales, en délégation de service public, pour encourager l'arrivée du haut débit sur leur territoire. Les collectivités peuvent en effet investir dans des réseaux de communications électroniques ouverts depuis 2004 et la loi pour la confiance dans l'économie numérique, avec l'introduction de l'article L1425-1 dans le code général des collectivités territoriales.
Les opérateurs ont aussi des fibres optiques noires, on les appelle aussi des spares, fibres optiques de secours. Si une fibre en service rencontre un problème, la fibre spare la remplace en attendant réparation.

## Utilisation
L'intérêt de la fibre noire pour une entreprise réside dans le contrôle total de l'architecture de son réseau. Une entreprise peut ainsi facilement gérer elle-même plusieurs protocoles et choisir les débits auxquels exploiter sa fibre noire.
Pour tirer parti pleinement des capacités d'une fibre noire, l'usage d'appareils de multiplexage est nécessaire.
Au sein des agglomérations, les fibres optiques noires peuvent être utilisées sans nécessiter de stations de régénération intermédiaires. Une distance entre deux sites de l'ordre de 80 km est facilement atteignable sans amplification et jusqu'à 160 km avec des techniques comme l'amplification à effet Raman.